# Palazzo Borghese
Palazzo Borghese, che a causa della sua insolita pianta era anche detto "il cembalo Borghese" era la residenza della famiglia Borghese a Roma. Da palazzo Borghese proviene larga parte delle opere d'arte esposte oggi nella Galleria Borghese.

## Storia e descrizione

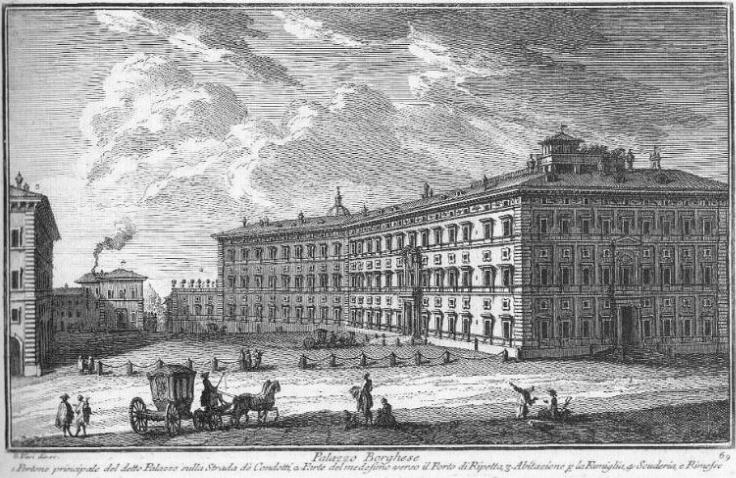
Il palazzo in una stampa del '700

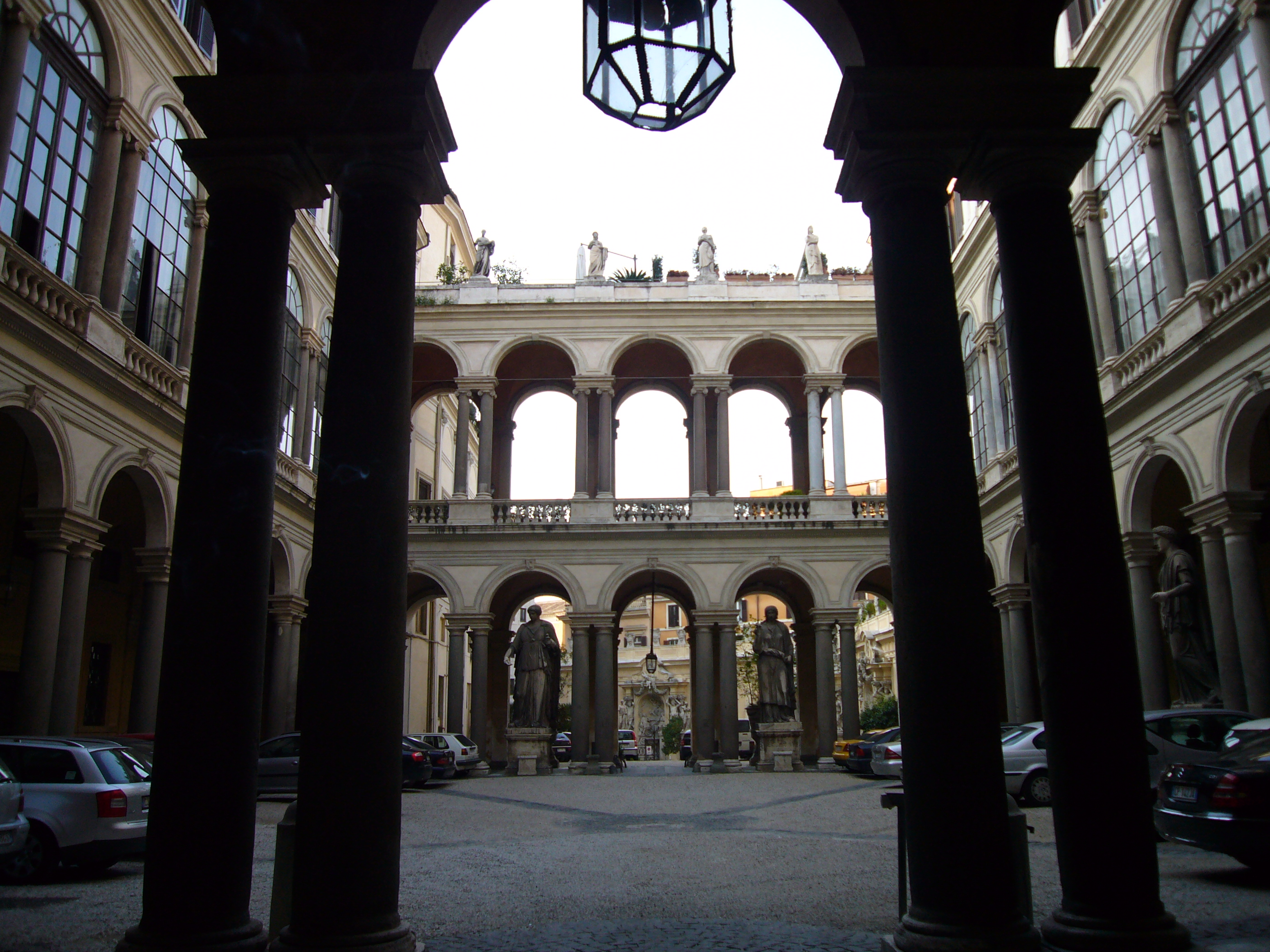
Il cortile interno, progettato da Martino Longhi il Vecchio

Iniziato sotto la proprietà di monsignor Tommaso Russo che lo fece erigere, a partire dal 1561, secondo un progetto del Vignola.. Alla morte di del Giglio, avvenuta nel 1578, il palazzo era ultimato nelle sue strutture, ma ancora privo di tetto e tale rimase finché gli eredi non si accordarono per venderlo, nel 1586, al cardinale spagnolo Pedro de Deza Manuel, che nel 1590 ne affidò a Martino Longhi il Vecchio l'ampliamento e la realizzazione della copertura. Quando il Longhi morì, nel 1591, i lavori vennero affidati a Flaminio Ponzio, che ricevette l'incarico dal cardinale Scipione Caffarelli-Borghese per conto del nuovo acquirente, il cardinale Camillo Borghese (futuro papa Paolo V), e che proseguì i lavori fino al 1613. L'edificio fu completato da Carlo Maderno e Giovanni Vasanzio e, dopo il 1670, fu allargato da Carlo Rainaldi.
Detto per la particolare forma il cembalo di Borghese, è considerato una delle quattro meraviglie di Roma insieme a: 
- il dado di Farnese
- la scala di Caetani
- il portone di Carboniani

Il cortile interno, opera di Martino Longhi il vecchio, di forma arcuata è circondato da 100 colonne di granito. Rappresenta la parte ad oggi più interessante dell'edificio, con le sue colonne fontane e statue, nonché il suo "giardino segreto".

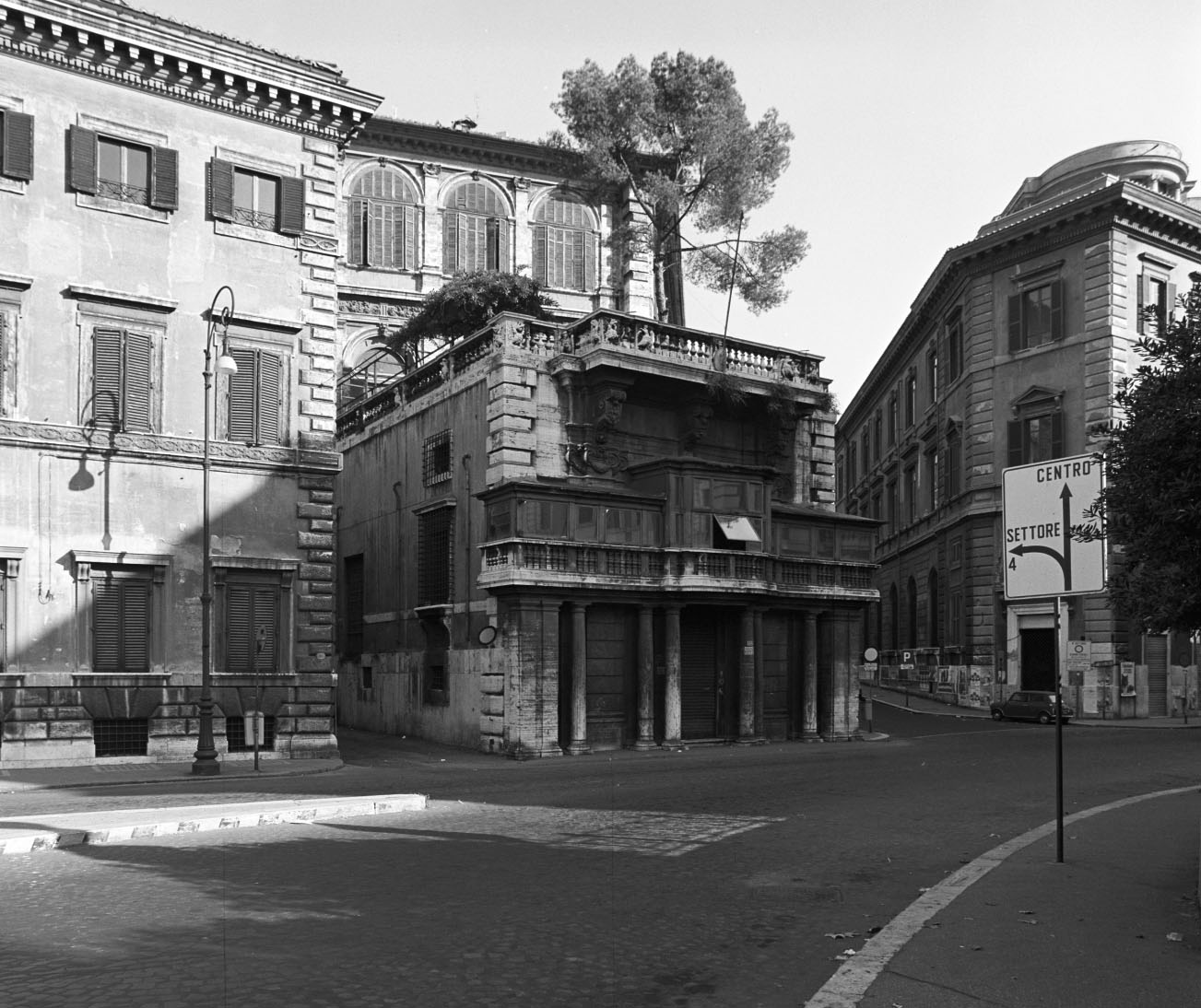
Lato verso via Ripetta, oggi l'ambasciata di Spagna

L'entrata principale del palazzo si trova in largo della Fontanella Borghese, dove si trovano dei chioschi che vendono stampe antiche ed altri oggetti di piccolo antiquariato. L'ala occidentale del palazzo si affaccia su via di Ripetta, in vista del Tevere ed ha una piccola facciata a due piani, che merita il nome di "tastiera del cembalo", con un balconcino.
L'inestimabile collezione di pitture del palazzo riempiva 12 grandi sale al piano terra. Tra le altre vi si trovavano: la Deposizione (Pala Baglioni) di Raffaello, la Caccia di Diana e la Sibilla cumana di Domenichino, le opere di Caravaggio e Dosso Dossi, il Ratto d'Europa del Cavalier d'Arpino, Madonne di Francesco Francia, Lorenzo di Credi, Andrea del Sarto, Lorenzo Lotto, Giulio Romano, la Danae di Correggio, di Tiziano L'educazione di Amore e Amor Sacro e Amor Profano, di van Dyck Cristo in croce ed una Deposizione.
Oggi le opere si trovano quasi tutte alla Galleria Borghese, dopo il trasferimento avvenuto nel 1891.
Nella terza stanza dell'appartamento terreno è raffigurata la Nascita di Venere, di originalissima invenzione, che Gaetano Lapis realizza tra il 1771 ed il 1772. Al culmine della propria carriera, pur essendo di una generazione precedente, il Lapis fa parte del consistente gruppo di artisti selezionato dal cardinale Scipione Borghese (1734-1782) e da suo fratello il principe Marcantonio IV Borghese. Il bozzetto della Nascita di Venere è conservato nelle Gallerie nazionali d'arte antica in Palazzo Barberini.
Dal 1922 al piano nobile ha sede il Circolo della caccia.